# Nguyễn Hữu Trí (thẩm phán)
Nguyễn Hữu Trí (sinh năm 1962) là thẩm phán cao cấp người Việt Nam. Ông hiện giữ chức vụ Phó Chánh án Tòa án nhân dân cấp cao tại Thành phố Hồ Chí Minh. Ông từng giữ chức vụ Chánh án Tòa án nhân dân tỉnh Bình Phước (2008-2013), Thẩm phán Tòa phúc thẩm Tòa án nhân dân tối cao Việt Nam tại Thành phố Hồ Chí Minh.

## Tiểu sử
Nguyễn Hữu Trí sinh năm 1962, quê quán tại xã Trung Hiếu, huyện Vũng Liêm, tỉnh Vĩnh Long.
Ông có bằng Cử nhân Luật.
Ông là đảng viên Đảng Cộng sản Việt Nam.
Nguyễn Hữu Trí công tác ở cấp huyện, rồi được bổ nhiệm chức vụ Phó Chánh án Tòa án nhân dân tỉnh Vĩnh Long.
Sau đó, ông được bổ nhiệm làm Thẩm phán Tòa án nhân dân tối cao công tác tại Tòa phúc thẩm TANDTC tại Tp Hồ Chí Minh.
Sáng ngày 2 tháng 12 năm 2008, Nguyễn Hữu Trí, Thẩm phán Tòa phúc thẩm Tòa án nhân dân tối cao Việt Nam tại Thành phố Hồ Chí Minh, được trao quyết định bổ nhiệm giữ chức Chánh án Tòa án nhân dân tỉnh Bình Phước thay bà Nguyễn Lê Lan. Trước đó, bà Nguyễn Lê Lan bị kỉ luật cảnh cáo, cho thôi chức Chánh án Tòa án nhân dân tỉnh Bình Phước vì liên quan đến vụ đánh ghen.
Từ năm 2013 đến tháng 12 năm 2017, Nguyễn Hữu Trí là Bí thư Ban Cán sự Đảng Cộng sản Việt Nam Tòa án nhân dân tỉnh Bình Phước, Chánh án Tòa án nhân dân tỉnh Bình Phước.
Ngày 9 tháng 11 năm 2018, Nguyễn Hữu Trí, Thẩm phán cao cấp, nguyên Chánh án Tòa án nhân dân tỉnh Bình Phước, được bổ nhiệm giữ chức vụ Phó Chánh án Tòa án nhân dân cấp cao tại Thành phố Hồ Chí Minh.